# Musée des sciences naturelles (Cotonou)
Le musée des sciences naturelles aussi connu sous le nom Nature tropicale est un musée béninois situé à Yagbé Akpakpa, près de l'autoroute Cotonou - Porto-Novo. Il accueille 15 000 visiteurs par an et propose des artefacts autour de la nature et des animaux.

## Histoire
Le musée est un musée privé,, propriété du naturaliste-vétérinaire Joséa Dossou-Bodjrenou. Il ouvre ses portes le 26 septembre 1994 par décret.

## Activités
Le musée, situé dans la ville de Cotonou, accueille 15 000 visiteurs par an et propose comme activités l'accueil des visiteurs pour des visites guidées des installations, l'accueil des élèves et étudiants pour des travaux pratiques de zoologie et sciences naturelles, la formation des jeunes sur la gestion et l’utilisation durable de la diversité biologique, la sauvegarde des espèces en danger notamment les tortues marines, cétacés, lamantin d’Afrique, des conférences débats et séminaires de formation, l'organisation des expositions, salons et rencontres, production et diffusion de matériels didactiques de sciences naturelles.

## Collections
Ce musée regroupe des collections zoologiques dans cinq spécialités, notamment l'aquariologie (poissons tropicaux d'eau douce et d'eau de mer), la zoologie (poissons, amphibiens, reptiles, oiseaux et mammifères naturalisés), l'entomologie (insectes utiles comme nuisibles), la bibliothèque et vidéothèque (environnement, sciences naturelles et diversité biologique) et la promotion du mini-élevage.